# Jacob Quaeckernaeck
Jacob Jansz. Quaeckernaeck, ook Quackernaeck of Kwakernaak (Rotterdam, ca. 1555 - Malakka, 22 oktober 1606) was een Nederlands zeevaarder en kapitein van De Liefde, een schip dat naar Japan voer in 1600. Quaeckernaeck werd in Japan vastgehouden tot hij in 1605 mocht vertrekken met een schip van de daimyo van Hirado, samen met nog een ander bemanningslid van De Liefde, Melchior van Santvoort. Voor de kust van Malakka voegde hij zich bij de vloot van Cornelis Matelieff de Jonge die daar tegen een Portugese armada vocht. Hij sneuvelde daarbij op 22 oktober 1606.

Kaart van Azië van ca. 1600, inclusief Japan.

Quaeckernaeck was getrouwd met Maritgen Cornelisdochter, een zus van Cornelis Matelieff de Oude, zodat hij een oom was van de admiraal Cornelis Matelieff de Jonge. Quaeckernaeck had één dochter, Geertgen, rond 1580 geboren.

## De Magelhaensche Compagnie
Op 27 juni 1598 vertrok de expeditie van de Magelhaensche Compagnie uit Rotterdam. Het doel van de reis werd door Emanuel van Meteren beschreven: 'Dese namen haer reyse op Brasilien toe, om soo door de strate van Magellan te varen, volghende de Custen van Chili ende Peru, na de Philippinas, ende soo na China ofte Japan te varen, ende soo haren handel gedaen hebbende lancx Capo de bone Esperance, des Werelts Cloot omseylende, weder thuys te keeren'. De reders hoopten hiermee de reis van Francis Drake van 1577 te emuleren, inclusief de strijd tegen de Spanjaarden, waarbij gehoopt werd op samenwerking met de inheemse bevolking, de Araucanen (Mapuche). Hiertoe waren veel soldaten aan boord. Het handelsplan was om de meegebrachte koopwaren in Zuid-Amerika en Japan te ruilen voor zilver en daarmee in de Molukken specerijen te kopen. De route via de gevaarlijke en zelden bevaren Straat Magellaan in plaats van rond de Kaap de Goede Hoop was voor het merendeel van de bemanning geheim gehouden. Een van de Engelse stuurlieden, Timothy Shatton op de Hoop, was daar met Thomas Cavendish doorheen gevaren.

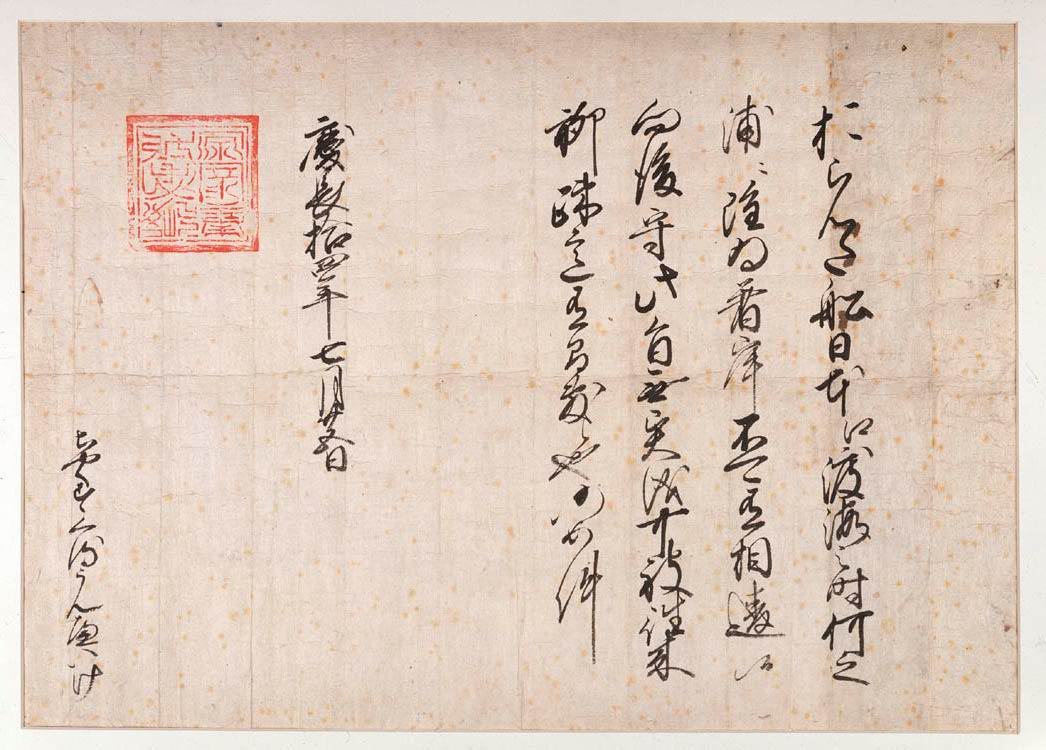
De Japanse handelspas met het rode zegel.

Jacques Mahu was admiraal, Simon de Cordes viceadmiraal. Beiden waren kooplieden en ook aandeelhouders in de onderneming. De vloot vertrok op 27 juni 1598 uit Rotterdam. Het admiraalschip was de Hoop, een schip van 500 ton, met in het ruim een pinasje in vier stukken, de Postillon, dat in Straat Magellaan in elkaar gezet zou worden. Het viceadmiraalschip was de Liefde, 300 ton, met Quaeckernaeck als schipper. Ook Melchior van Santvoort en Jan Joosten van Lodensteyn voeren op dit schip. Schout-bij-nacht was het Geloof. De Trouw en de Blijde Boodschap waren kleinere schepen van respectievelijk 220 en 150 ton.

## Naar het zuiden

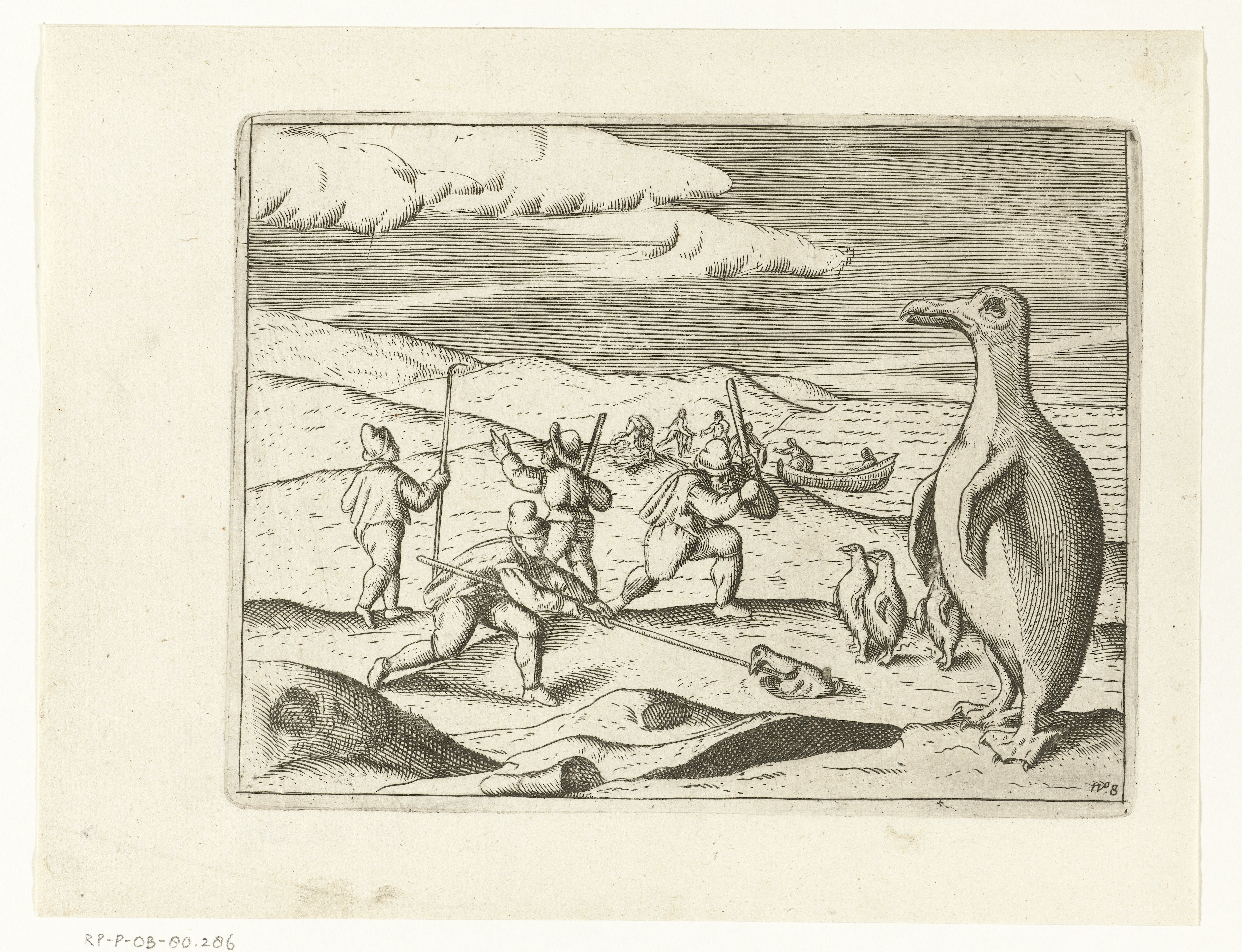
De jacht op pinguïns.

Varend langs de Afrikaanse kust waren er veel sterfgevallen op de vloot, aan scheurbuik, malaria, dysenterie en andere ziektes. Jacques Mahu stierf al eind september, aan een 'heete rasende kortse', en werd opgevolgd door De Cordes, die overstapte van de Liefde op de Hoop. Gerrit van Beuningen werd toen viceadmiraal op de Liefde. Het bleek erg moeilijk om aan levensmiddelen te komen, door het gebrek aan havens en vruchtbaar land aan de kust, zodat ook honger zijn tol eiste. Onder andere Kaapverdië en Annobón voor de kust van West-Afrika werden aangedaan, maar de Portugezen daar wilden hen geen voedsel verkopen. Ook militaire acties tegen hen leverden niet veel proviand op. In de buurt van de evenaar werden de zieken een poos aan land gebracht om te herstellen, maar 16 moesten er begraven worden. Sebald de Weert, kapitein op de Geloof, bracht een bezoek aan een Afrikaanse koning. Deze was 'opt sierlijckste toeghemaeckt, hadde daer toe zijn zwart aenghesight met asschen gewit'. De Weert trakteerde de koning op een maaltijd met scheepsvoedsel, waarbij Spaanse wijn werd geschonken 'die den Koningh zeer wel smaeckte, soo dat hy daer van zoo veel in nam, dat hy vertrecken moste om wat te slapen'. Na het oversteken van de Atlantische Oceaan arriveerde de vloot pas op 6 april 1599 bij Straat Magellaan. Hier konden de manschappen honderden pinguïns vangen.

## Straat Magellaan

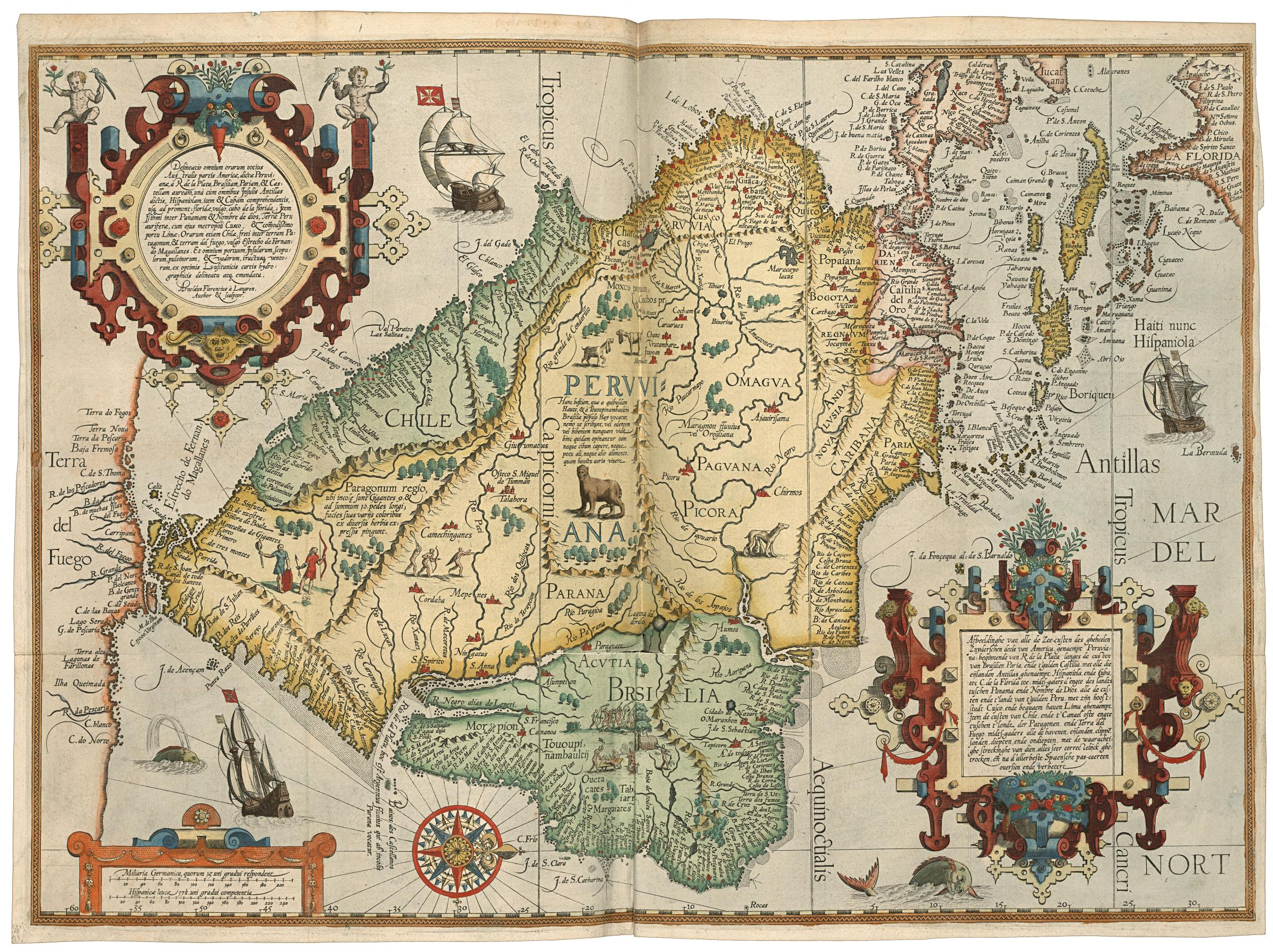
Zuid-Amerika. Kaart van Arnold van Langren uit 1596.

Het gunstige jaargetijde was echter voorbij dus het koste grote moeite om door de Straat heen te komen. Wel kon de stuurman van de Geloof, Jan Outhgersz., de kustlijnen en -profielen goed in kaart brengen voor toekomstige schepen. Ongeveer halverwege werd men in een baai lang opgehouden door harde tegenwind, hagel, sneeuw, regen en mist. De kleding van het scheepsvolk was er niet op berekend, terwijl ze hard moesten werken, 'door welcken ghedurighen arbeydt, koude, vochtigheydt ende vuyligheydt ’t volck seer afghesloft werdt'. Ook tijdens deze doortocht vielen meer dan honderd doden te betreuren, waaronder de kapitein van de Trouw, Jurriaen van Bockholt. Hij werd opgevolgd door de jeugdige Balthasar de Cordes, een neef van Simon. Eind augustus slaagde men er in een volgende baai te bereiken, die men de Ridderbaai noemde. Er werd namelijk een 'Broederschap vanden ontbonden Leeu' met 'Ridderlijcke Ceremonien' opgericht. Aan de wal plaatste men een gedenkteken met de namen van de gezagvoerders: Simon en Balthasar de Cordes, Gerrit van Beuningen, Sebald de Weert, Dirck Gerritsz. Pomp en Gilles Jansz., schipper van de Postillon. Nog bij het wegvaren zag men hoe Patagoniërs vanuit de heuvels kwamen aanrennen en het vernielden. De Vuurlanders waren volgens de chirurgijn van de Geloof Barent Jansz. Potgieter in zijn in 1600 gepubliceerde Wijdtloopigh Verhael 'soo veel men konde mercken, 10 ofte 11 voet langh', in overeenstemming met de mythische Patagonische reuzen.

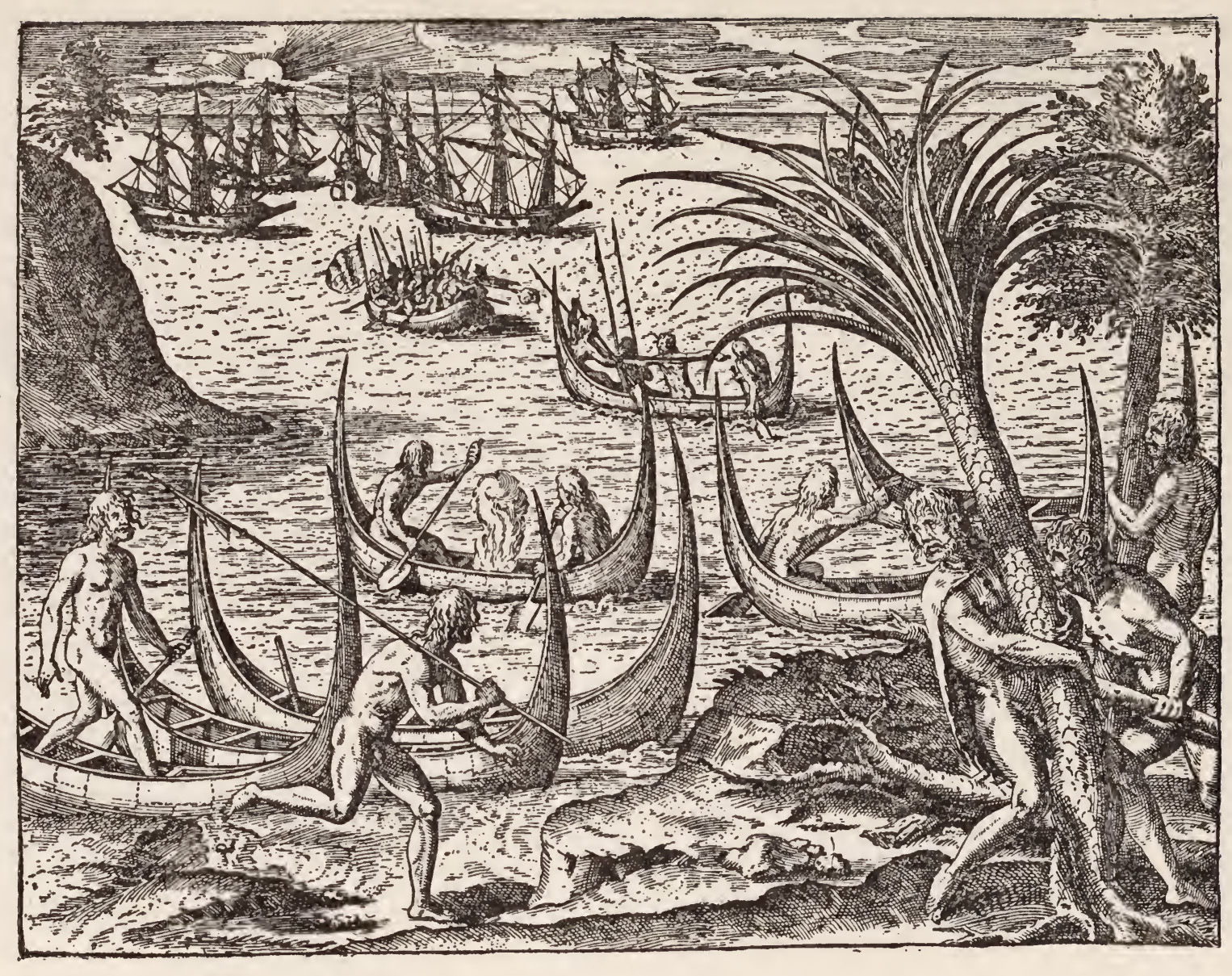
Vuurlanders en de vijf schepen van de vloot.

Alle schepen raakten bij het verlaten van Straat Magellaan van elkaar gescheiden. In eerste instantie geraakten alleen de Hoop (met zijn pinas Postillon) en de Liefde aan de andere kant. De andere drie schepen werden teruggeworpen door de wind en de stroming. Op dat moment waren al zo'n 200 van de oorspronkelijk 500 opvarenden dood. De Hoop en de Liefde verloren vervolgens hun beste overgebleven bemanningsleden in pogingen aan land te komen. De Hoop kwam in november aan bij het eiland La Mocha, waar Simon de Cordes met 26 man aan land ging. Allen werden vermoord door de inheemse bewoners, wellicht omdat zij dachten dat ze Spanjaarden waren. Zijn zoon, de twintigjarige Simon de Cordes junior, nam het bevel op de Hoop over. De Liefde overkwam hetzelfde. Ook Gerrit van Beuningen ging aan land, waarschijnlijk bij Punta Valapié op het vasteland van Chili, en werd op 10 november met zijn 22 metgezellen vermoord door de bewoners. Jacob Quaeckernaeck werd toen naast schipper ook kapitein van de Liefde.

## De Liefde

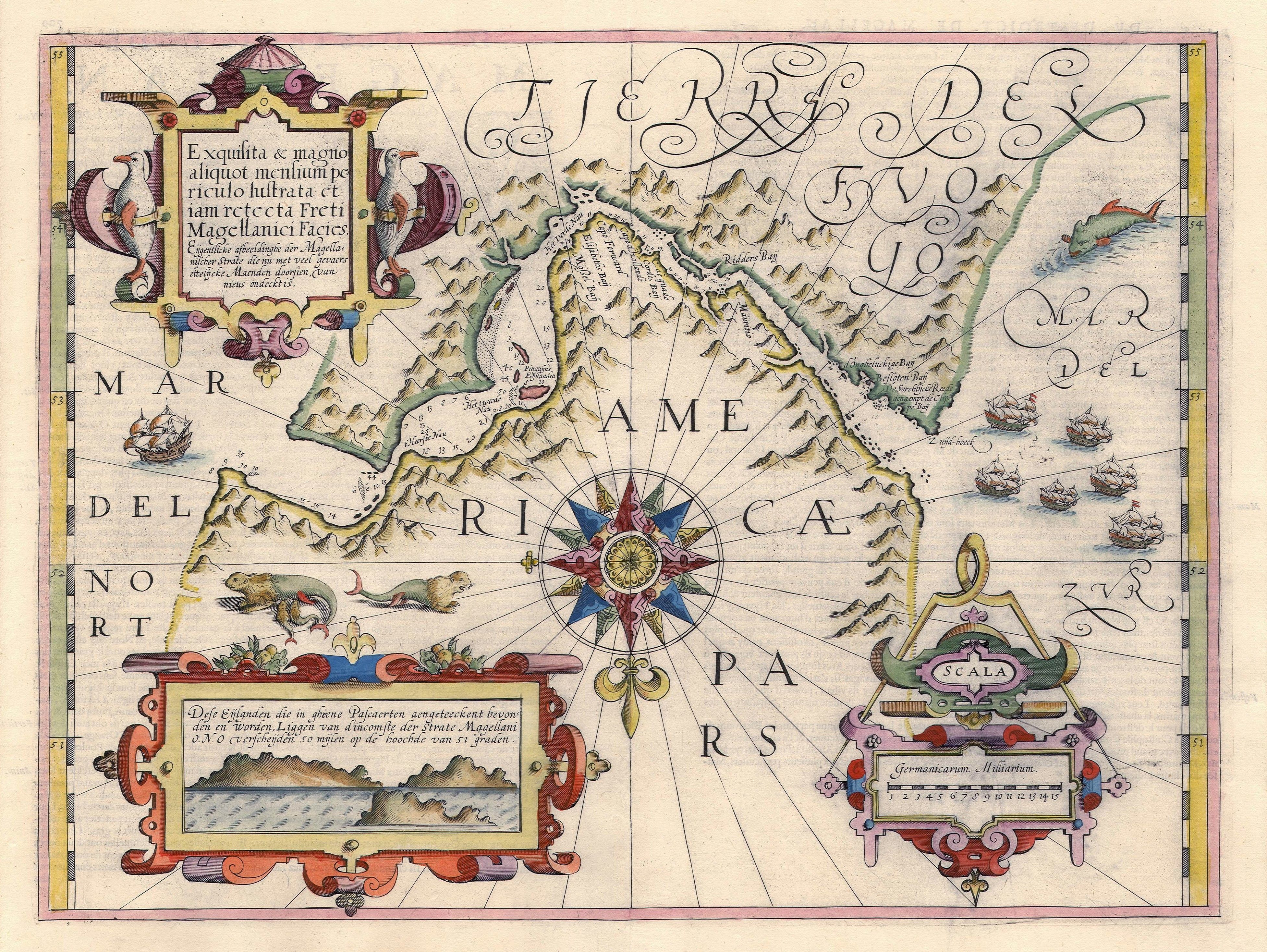
Kaart van Jodocus Hondius van de Straat Magellaan, met het zuiden boven. Aan een kant van de Straat de Hoop, Geloof, Liefde, Trouw, Blijde Boodschap en Postillon. Aan de andere kant de Blijde Boodschap, die terug ging.

Beide schepen vonden elkaar terug op het eiland Santa Maria (zoals in Rotterdam was afgesproken voor het geval de vloot uiteen mocht raken). De Cordes junior werd toen admiraal en Quaeckernaeck viceadmiraal. Verder langs de kust varend opperden de stuurlieden, William Adams en Timothy Shatton, om de aanzienlijk geslonken bemanning op één schip samen te brengen en het andere te verbranden, maar noch De Cordes noch Quaeckernaeck wilde zijn schip opofferen. Besloten werd de 60 overgebleven zeelieden gelijkelijk te verdelen over de twee schepen en op zoek te gaan naar Japan. Eerst werd nog contact gemaakt met de Spanjaarden, van wie ze levensmiddelen loskregen door te doen alsof ze trouwe onderdanen van de koning van Spanje waren en hun schepen in dienst van de Spaanse gouverneur van Chili wilden stellen. Op 27 november vertrokken de schepen van Santa Maria. Ze raakten op 24 februari 1600 in een zware storm uiteen. De Hoop verdween daarna spoorloos op de Grote Oceaan. De Postillon ging er vandoor. Volgens een latere brief van Adams deserteerde het naar een groep onbekende eilanden, waar hij vreesde dat de 8 bemanningsleden zouden worden opgegeten door kannibalen. De Liefde kwam na bijna vijf maanden op de oceaan op 19 april met een zeer verzwakte bemanning op de noordoostkust van het eiland Kyushu in Japan aan. Ook Quackernaeck verkeerde op het randje van de dood. Slechts Adams en vijf of zes matrozen konden nog op hun benen staan. Drie mannen stierven na aankomst alsnog. Een kleine twintig (van de oorspronkelijke 110 die Rotterdam verlieten) overleefden en konden herstellen.

## De Shogun

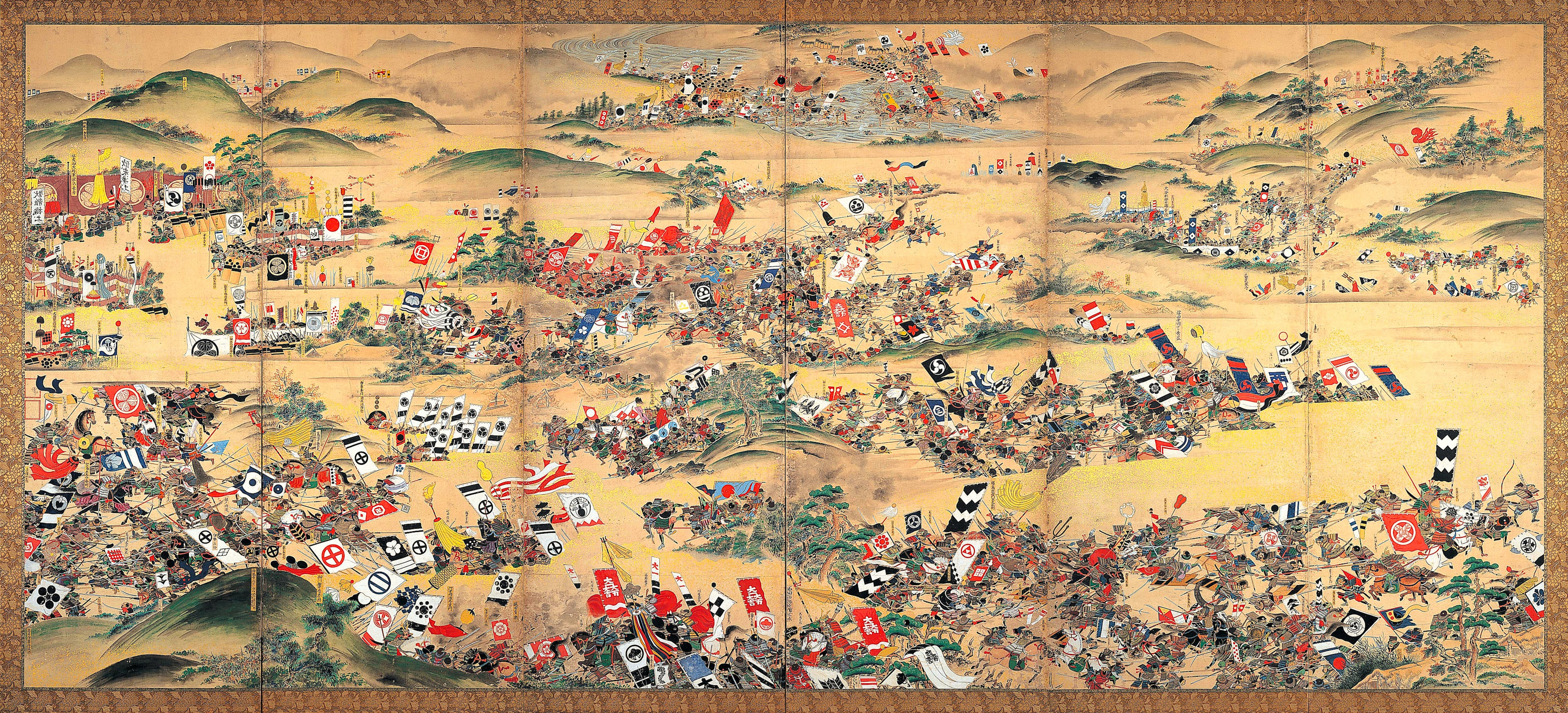
De Slag bij Sekigahara.

De Portugese Jezuïten in Japan beschuldigden de Nederlanders ervan 'Luthersche zeeroovers' te zijn. De Japanners waren geneigd hen te geloven vanwege de kanonnen, kogels en honderden musketten die aan boord van de Liefde werden aangetroffen. De Nederlanders waren bang dat ze gekruisigd zouden worden, het lot van veel christenen in Japan. Twee van hen liepen over naar de Portugezen. Quaeckernaeck werd ontboden naar Kasteel Osaka voor ondervraging door Tokugawa Ieyasu, de daimyo van Edo (het huidige Tokyo), maar hij was nog te ziek, zodat op 28 april Adams en Van Lodensteyn in zijn plaats gingen. Er kwamen vijf jonken om hen op te halen. Alles liep uiteindelijk goed af. Ieyasu stelde vast dat de Nederlanders in Japan niets misdaan hadden. Bovendien kon hij hen goed gebruiken. Japan stond vlak voor een beslissende strijd tussen Ieyasu en andere daimyo's. In de Slag bij Sekigahara eind oktober speelden de 19 kanonnen met munitie van de Liefde, bemand door Nederlandse kanonniers, een belangrijke rol. De Liefde voer hierna met ook Japanse zeelieden aan boord langs de kust van Japan om hout te transporteren, maar werd in een storm in de baai van Edo op het strand geworpen. Het schip raakte daarbij onherstelbaar beschadigd. Alleen een beeld van Erasmus dat op de spiegel prijkte is bewaard gebleven. (De Liefde heette oorspronkelijk de Erasmus).

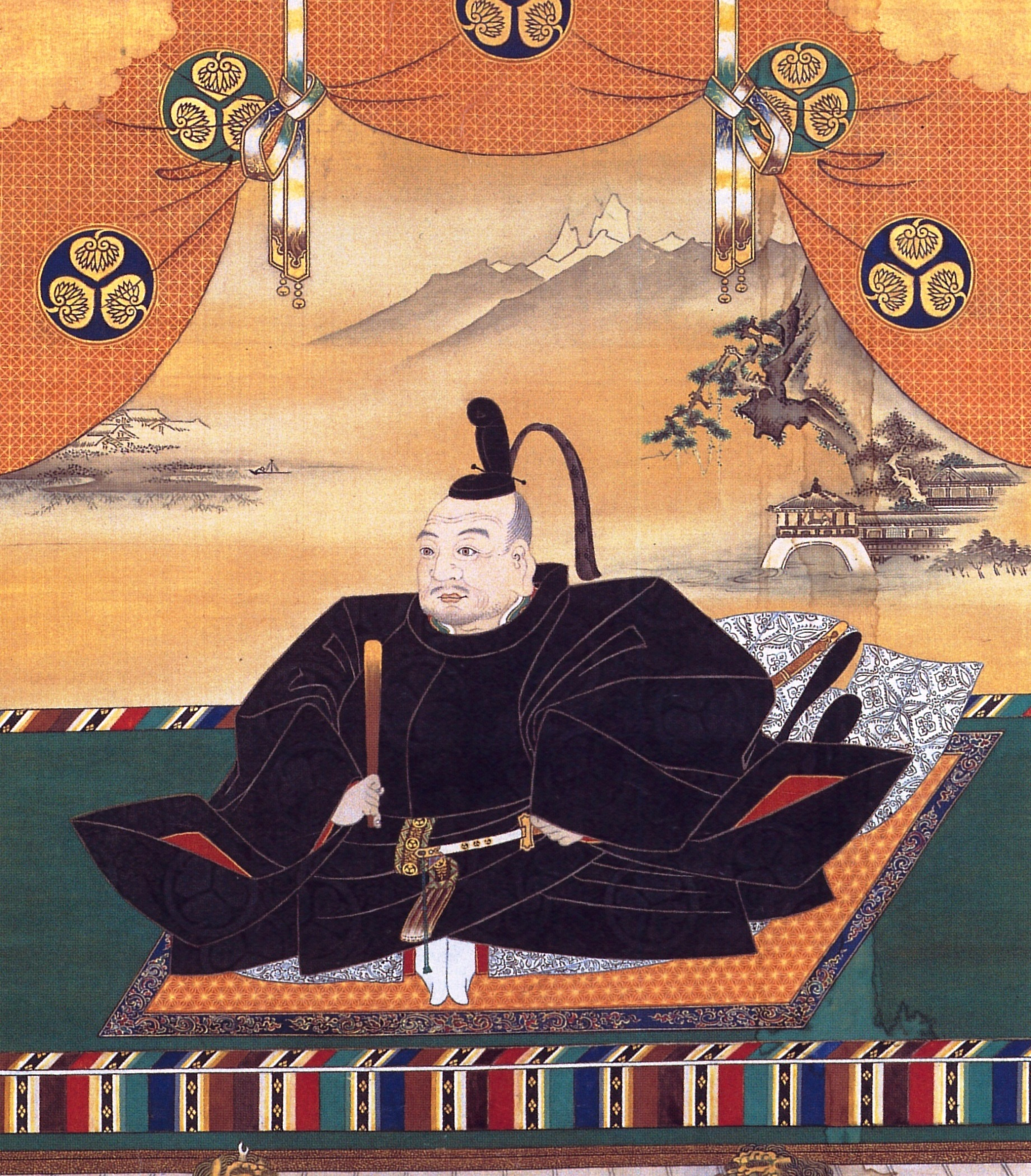
Tokugawa Ieyasu.

De overlevenden van de Liefde vestigden zich in Edo en Uraga, trouwden met Japanse vrouwen en hielden zich bezig met handel, met een onder hen verdeeld startkapitaal van 50.000 realen gekregen als schadevergoeding voor de leeggehaalde Liefde. Ook hielpen zij met het gieten van kanonnen, training in geschutkunst, en het bouwen van twee nieuwe schepen, vermoedelijk onder leiding van de timmerman Pieter Jansz. Quaeckernaeck en Adams voeren ermee langs de kust. Van Quaeckernaeck is niet bekend of hij in Japan trouwde. Adams deed dat wel, ook al was hij al getrouwd in Engeland.

## Terugkeer
In 1605 kregen Quaeckernaeck en Van Santvoort toestemming van Ieyasu, inmiddels shogun, om Japan te verlaten. Ze kregen een rode zegelpas, een toestemming om naar de westerse oceanen te reizen en weer terug te keren en handel te drijven in Japan. Adams mocht van Ieyasu niet weg. De daimyo van Hirado, een havenstad die erg afhankelijk was van buitenlandse handel (en piraterij), wilde de Nederlandse handel graag faciliteren en liet voor hen een jonk bouwen om mee naar Patani te gaan. Naar verluidt had de inmiddels opgerichte VOC daar een factorij gesticht. Van Santvoort wilde namens de VOC handel drijven tussen Siam en Japan. Quaeckernaeck wilde naar huis.

## Onnoselijck te sterven in Malakka

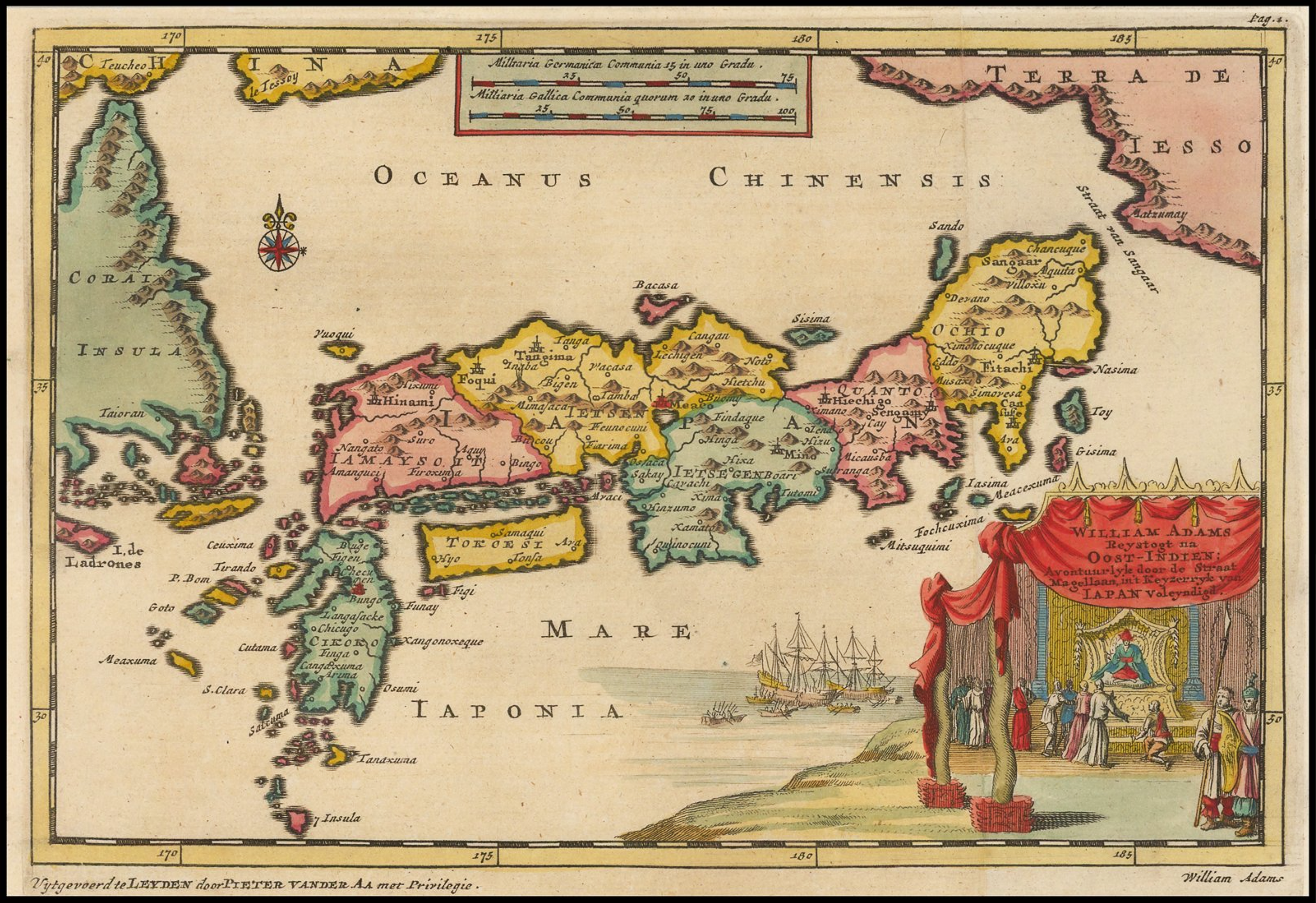
Japan en het bezoek van Adams en Van Lodesteyn aan Ieyasu. Kaart uit 1707.

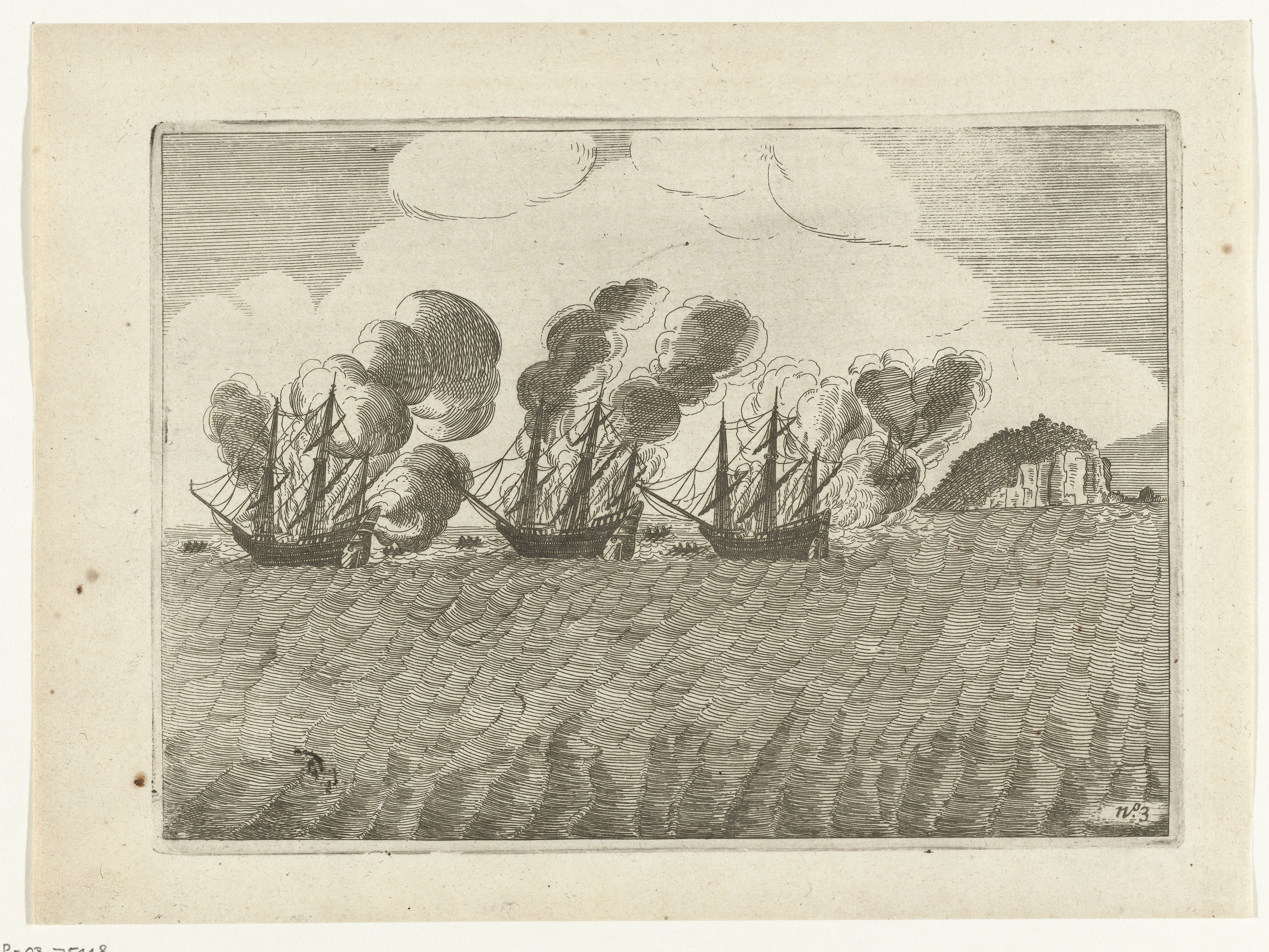
Portugese schepen in brand bij Malakka in 1606.

Met brieven bij zich van de nu nog 12 overlevenden van de Liefde kwamen ze in november in Patani aan. Tot hun ergernis had men in de factorij de middelen niet om hen in dienst te nemen. Van Santvoort zou terugkeren naar Japan om handel te drijven op eigen rekening. Quaeckernaeck hoorde in juli 1606 dat er voor Malakka, aan de andere kant van het Maleisische schiereiland, een VOC-vloot lag onder leiding van zijn neef Cornelis Matelieff. Hij spoedde zich naar Johor en voegde zich in augustus in één van de prauwen van Raya Zabrang, de heerser van Johor, die de vloot een bezoek bracht, bij zijn neef. Diens vloot was op dat moment in gevecht met een Portugese armada in een poging Malakka te veroveren. Matelieff stelde zijn oom in eerste instantie aan als opperstuurman op zijn vlaggenschip Oranje. Daarna benoemde hij hem tot schipper van de Erasmus (toevallig ook de oorspronkelijke naam van de Liefde) nadat de vorige schipper aan een slopende ziekte was overleden. De benoeming leidde tot protesten van de bemanningsleden, die de voorkeur gaven aan hun eerste stuurman, maar Matelieff hield voet bij stuk. In de daaropvolgende zeegevechten met de Portugezen kreeg de Erasmus het zwaar te verduren. Quaeckernaeck werd daarbij op 22 oktober door een musketkogel in zijn hoofd getroffen. Hij was op slag dood. Jacques l’Hermite, als opperkoopman aanwezig op het schip, schreef later aan zijn vader: ‘In dese furie zijnde wiert onsen schipper Jacob Quaeckernaecq met een musketkogel dwers door sijn hooft geschoten, waeraf hij doot viel sonder een woort te spreken; soodat het schijnt, dat desen man so lange heeft moeten in dese landen swerven om hier so onnoselijck te sterven’.

## Nalatenschap
De door Quaeckernaeck verkregen handelsvergunning werd door Matelieff in Den Haag overhandigd aan stadhouder Maurits, die een brief terug schreef als 'coninck van Holland'. Die brief werd in 1609 aan Tokugawa Ieyasu in zijn kasteel in Sunpu overhandigd door de kooplieden van de Rode Leeuw met Pijlen en de Griffioen Nicolaes Puyck en Abraham van den Broeck. Op 22 augustus vertrokken ze uit Sunpu met een handelspas met het bekende rode zegel voor vrij handelsverkeer voor Nederlandse schepen overal in Japan. Dit was het begin van de handelsrelatie van de VOC met Japan, eerst in Hirado met Jacques Specx, en vanaf 1641 op het kunstmatige eilandje Dejima.